# Pseudocampylium
Pseudocampylium là một chi rêu thuộc họ Amblystegiaceae.
Các loài thuộc chi này có ở châu Âu và Bắc Mỹ.
Loài:
- Pseudocampylium radicale (P.Beauv.) Vanderp. & Hedenäs[1]